# Totally Awesome
Totally Awesome es una película de televisión producida por VH1. La película parodia a un número de películas de 1980, como Dirty Dancing, Soul Man, Footloose, Some Kind of Wonderful, Sixteen Candles, Teen Wolf, Better Off Dead, Lucas, Pretty in Pink y Karate Kid. La película se estrenó el 4 de noviembre de 2006 en VH1, y fue transmitida para promocionar el lanzamiento de DVD el 7 de noviembre.